# Хеннебергер, Вальтер
Вальтер Хеннебергер (нем. Walter Henneberger, в русских источниках фамилия иногда записывается как Геннебергер; 19 мая 1883, Энненда — 15 января 1969, Цюрих) — швейцарский шахматист, теоретик и проблемист.
Чемпион Швейцарии (1904, 1906 — совместно с М. Хеннебергером, 1911 совместно с — М. Хеннебергером, К. Кранцом, Э. Фельми и 1912).
Участник международных турниров в Берне (1932) и Цюрихе (1934).